# Sarsameira knorri
Sarsameira knorri är en kräftdjursart som beskrevs av Reidenauer och David Everett Thistle 1983. Sarsameira knorri ingår i släktet Sarsameira och familjen Ameiridae. Inga underarter finns listade i Catalogue of Life.